# Ariane Mnouchkine

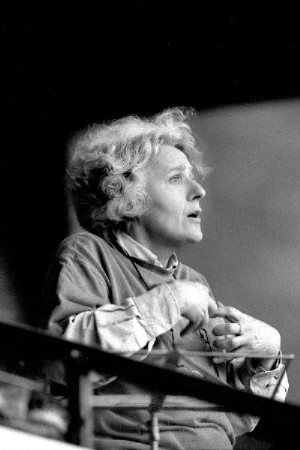
Ariane Mnouchkine (2007)

Ariane Mnouchkine (* 3. März 1939 in Boulogne-Billancourt) ist eine französische Theater- und Filmregisseurin, Theaterleiterin und Autorin. Bekannt ist sie vor allem für das von ihr gegründete alternative Theaterkollektiv Théâtre du Soleil.

## Leben
Ariane Mnouchkine entstammt einer russischen Emigrantenfamilie. Ihr Vater war der Filmproduzent Alexandre Mnouchkine, ihre Mutter die Engländerin June Hannen. Sie studierte Ende der 1950er Jahre ein Jahr Propädeutik an der Sorbonne in Paris und machte dort erste Regieerfahrungen mit einem Studententheater.
Dann begann sie an der Universität Oxford ein Studium der Psychologie. Gleichzeitig arbeitete sie an der Oxford University Drama Society als Regieassistentin bei Klassikerinszenierungen mit. Sie entschied sich für die Theaterlaufbahn und gründete 1959 in Paris die Theaterwerkstatt Association Théâtrale des Étudiants de Paris. Mnouchkine hielt sich dann längere Zeit in Ostasien auf, besonders in Japan und Kambodscha. 
1964 gründete sie mit ihren studentischen Mitstreitern das alternative Theater Théâtre du Soleil. Nach einigen erfolgreichen Produktionen erhielt die Gruppe 1970 ihr eigenes Theater im Pariser Bois de Vincennes (12. Arrondissement). Ihre Bühne ist eine riesige Fabrikhalle, die Cartoucherie de Vincennes. Dort lebt und arbeitet das Ensemble als eine Kommune. Schauspieler und Bühnenarbeiter erhalten die gleiche Gage. Das Kollektiv erarbeitet Vorstellungen, die sich vor allem aus den Einnahmen ihrer Welttourneen finanzieren. Die Mitglieder des Theaters sind zu gleichen Anteilen Eigentümer des Theaters. Das Theaterkollektiv besteht bis heute aus etwa fünfunddreißig internationalen Berufs- und Amateurschauspielern.
Wiederholt arbeitete Mnouchkine mit der Autorin Hélène Cixous zusammen. Sie engagierte sich weltweit gegen die Unterdrückung und Ausgrenzung von Minderheiten. Im Sommer 1995 protestierte sie in einem vierwöchigen Hungerstreik gegen ethnische Säuberungen in Bosnien. 1997 beherbergte sie in Notunterkünften auf dem Theatergelände die Sans-Papier-Protestler, die eine Daueraufenthaltsgenehmigung in Frankreich erzwingen wollten. 1998 empfing sie den chinesischen Dissidenten Wei Jingsheng nach seiner Entlassung aus dem Gefängnis. Sie setzte sich für das Asyl der Autorin und Regisseurin Rayhana in Frankreich ein, die 2010 vor der islamischen Gewalt in Algerien floh.

## Ehrungen
- 1987: Europäischer Theaterpreis für das von Mnouchkine geleitete Théâtre du Soleil[3]
- 1995: Kainz-Medaille
- 2005: Picasso-Medaille der UNESCO
- 2005: Hansischer Goethe-Preis für ihr Lebenswerk
wurde von ihr abgelehnt, da sie keinen Preis von einem „Menschen mit einer Nazi-Vergangenheit“ wolle.
- 2009: Internationaler Ibsen-Preis
- 2011: Goethe-Medaille für ihre künstlerischen und politischen Verdienste
- 2017: Goethepreis der Stadt Frankfurt am Main
- 2019: Kyoto-Preis für ihr Lebenswerk als Theaterschaffende[4]

## Wichtige Produktionen
- 1964/65: Die Kleinbürger nach Maxim Gorki.
- 1965/66: Le Capitaine Fracasse von Philippe Léotard, eine Adaption des Werks Théophile Gautiers.
- 1968: Ein Sommernachtstraum von William Shakespeare.
- 1970/73: 1789 (1970/71) und 1793 (1972/73) über die Französische Revolution – Kollektivarbeiten.
- 1975: Des moutons – pas des dragons (Schafe statt Drachen). Die Drachen symbolisieren die Staatsmacht, gegen die sich die Bauern des Larzac in ihrem Kampf um den Larzac wehrten. Das Stück wurde im August 1975 auf der Causse du Larzac aufgeführt.[5]
- 1979/80: Mephisto – Roman einer Karriere nach Klaus Mann.
- 1981/84: Les Shakespeare – Zyklus mit den Stücken Richard II., Heinrich IV. und Was ihr wollt.
- 1990/93: Les Atrides – Atridenzyklus, bestehend aus Iphigenie in Aulis (Euripides) und der Orestie (Aischylos).
- 1995/96: Le Tartuffe von Molière.
- 2003: Le Dernier Caravansérail – Kollektivarbeit.
- 2006: Les Ephémères – Kollektivarbeit (2006).
- 2016: Une Chambre en Inde. UA: 5. November 2016, Théâtre du Soleil, Paris.

## Filmografie
- 1964: Abenteuer in Rio (L’homme de Rio) (Mitarbeit am Drehbuch)
- 1974: 1789
- 1978: Molière
- 1989: Die wunderbare Nacht (La nuit miraculeuse) (TV)
- 2003: Tambours sur la digue (TV)
- 2006: Le dernier caravansérail
- 2007: Un soleil à Kaboul… ou plutôt deux (Dokumentarfilm)
- 2014: Schiffbruch mit verrückter Hoffnung (Les naufragés du fol espoir) (TV)

## Veröffentlichung
- Ariane Mnouchkine, Eugenio Barba u. a.:  – Ein Theater der Zärtlichkeit und Schönheit. Gespräch / Interview, in: Lettre International Nr. 114, Herbst 2016[6]

## Dokumentarfilm
- Ariane Mnouchkine mit Leib und Seele. Das Abenteuer „Théâtre du Soleil“. Dokumentation, Frankreich, 2008, 74 Min., Regie: Catherine Vilpoux, Produktion: arte France, deutsche Erstausstrahlung: 26. November 2009, Inhaltsangabe von arte